# Krastače
Krastače (lat. Psychrolutidae), porodica morskih riba iz sva tri velika oceana. Porodica pripada redu Scorpaeniformes a sastoji se od zasada 9 rodova i 40 priznatih vrsta koje žive od priobalnih plitkih voda sve do dubina od 2 800 metara. Prva riba opisna u ovoj porodici je Psychrolutes paradoxus (još 1861. godine), a najneobičnija među njima je tzv riba blobfish (Psychrolutes marcidus), želatinoznog tijela i dosta velike izrasline u obliku nosa, a obitava u priobalju Tasmanije i obližnjeg australskog kontinenta.
Ribe ove porodice maksimalno narastu do 65 centimetara. Posljednja novootkrivena vrsta koja se pripisuje ovoj porodici je Cottunculus tubulosus Byrkjedal & Orlov, 2007.
U ovu porodicu nekada je bila uključivana i Mycteroperca rubra koja se sada vodi pod porodicom serranidae.

## Popis vrsta i rodova
- Ambophthalmos

1. Ambophthalmos angustus (Nelson, 1977)
2. Ambophthalmos eurystigmatephoros 	Jackson & Nelson, 1999
3. Ambophthalmos magnicirrus (Nelson, 1977)

- Cottunculus

1. Cottunculus granulosus Karrer, 1968
2. Cottunculus konstantinovi Myagkov, 1991
3. Cottunculus microps Collett, 1875
4. Cottunculus nudus Nelson, 1989
5. Cottunculus sadko Essipov, 1937
6. Cottunculus spinosus Gilchrist, 1906
7. Cottunculus thomsonii (Günther, 1882)
8. Cottunculus tubulosus Byrkjedal & Orlov, 2007

- Dasycottus

1. Dasycottus setiger Bean, 1890

- Ebinania

1. Ebinania australiae Jackson & Nelson, 2006
2. Ebinania brephocephala (Jordan & Starks, 1903)
3. Ebinania costaecanariae (Cervigón, 1961)
4. Ebinania gyrinoides (Weber, 1913)
5. Ebinania macquariensis Nelson, 1982
6. Ebinania malacocephala Nelson, 1982
7. Ebinania vermiculata Sakamoto, 1932

- Eurymen

1. Eurymen bassargini Lindberg, 1930
2. Eurymen gyrinus 	Gilbert & Burke, 1912

- Gilbertidia

1. Gilbertidia dolganovi Mandrytsa, 1993
2. Gilbertidia pustulosa Schmidt, 1937

- Malacocottus

1. Malacocottus aleuticus (Smith, 1904)
2. Malacocottus gibber Sakamoto, 1930
3. Malacocottus kincaidi Gilbert & Thompson, 1905
4. Malacocottus zonurus Bean, 1890

- Neophrynichthys

1. Neophrynichthys heterospilos Jackson & Nelson, 2000
2. Neophrynichthys latus (Hutton, 1875)

- Psychrolutes

1. Psychrolutes inermis (Vaillant, 1888)
2. Psychrolutes macrocephalus (Gilchrist, 1904)
3. Psychrolutes marcidus (McCulloch, 1926)
4. Psychrolutes marmoratus (Gill, 1889)
5. Psychrolutes microporos Nelson, 1995
6. Psychrolutes occidentalis Fricke, 1990
7. Psychrolutes paradoxus Günther, 1861
8. Psychrolutes phrictus Stein & Bond, 1978
9. Psychrolutes sigalutes (Jordan & Starks, 1895)
10. Psychrolutes sio 	Nelson, 1980
11. Psychrolutes subspinosus (Jensen, 1902)

## Vanjske poveznice
|  | Zajednički poslužitelj ima još gradiva o temi Psychrolutidae |
|  | Wikivrste imaju podatke o taksonu Psychrolutidae             |